# Beccariola pallida
Beccariola pallida là một loài bọ cánh cứng trong họ Endomychidae. Loài này được Arrow miêu tả khoa học năm 1923.